# Registro de apito
Tiple, registro de apito,[carece de fontes?] chamado também registro de silvo,[carece de fontes?] é o registro mais agudo da voz humana, chegando a ser imperceptível ao ouvido humano em alguns casos, o famoso "apito de cachorro".[carece de fontes?]

## Artistas notáveis
Ganhou destaque no mercado popular da música em 1970, com a cantora Minnie Riperton e mais ainda em 1991 com Mariah Carey. Um exemplo de parecência com o apito vocal seriam as notas excelsas de Yma Sumac, que produziu C7, C#7 e Ab7, todas notas citadas registradas ao vivo em uma apresentação no hotel Marina Room em 1953, pôde-se ouvir no CD the voice na canção Chuncho, em pura voz de cabeça.

## Fisiologia e definição
A fisiologia do registro de apito é a menos conhecida dentre os registros vocais. Ele é o registro mais agudo da voz humana e na maioria das vezes começa no Bb5 dos sopranos, ficando acima do registro do falsete e do registro normal, se estendendo até o F7. Contudo, não existe uma regra sobre onde o apito vocal começa, pois isso varia de acordo com cada pessoa podendo começar até mesmo no G5. Nem todo som na 7ª oitava é apito , como por exemplo os usados pelos grandes sopranos da ópera como Mado Robin e Ingeborg Hallstein, que atingiam o Bb  e o B6 em pura voz de cabeça. Um exemplo originalíssimo de apito é Minnie Riperton, que iniciava seu apito vocal no Bb5, longo e doce, se estendendo ao F#7.[carece de fontes?]

É mais fácil de sair de uma mulher do que de um homem, pois a mulher tem a garganta mais aberta, assim como as crianças. Entretanto, há homens na lista de melhores apitos já executados na história, como Vitas. Em primeiro lugar, a recordista mundial em extensão vocal, a brasileira Georgia Brown, com um  G10. Em segundo lugar a cantora brasileira Vanessa Caran, com seu G♯8. Em terceiro lugar o recordista mundial masculino Wang Xiaolong com um  E8 superando Adam Lopez.[carece de fontes?]

## A sétima oitava
É a oitava mais aguda do piano, usando o C central do piano como guia (C3), dos barítonos. O próximo high C é o do tenor (C4 / C5), depois o C6 dos sopranos, o próximo, C7, em que começa a 7ª oitava e está 8 notas distante da ultima nota do piano, o C8. É mais facil para sopranos muito agudos atingirem o C7, mas alguns cantores e cantoras como Georgia Brown e James Brown, que cantam na extensão dos baixos, conseguem superar essa marca facilmente.[carece de fontes?] Enquanto as notas na 6ª oitava tem textura suficiente para soarem como uma flauta, as incríveis notas na sétima oitava tem qualidade penetrante e soam como um "apito" bem alto, principalmente nas notas de D7 para C8.[carece de fontes?]